# Titanacris
Genre
Synonymes
- Lophacris Scudder, 1869

Titanacris est un genre d'insectes orthoptères de la famille des Romaleidae.

## Distribution
Les espèces de ce genre se rencontrent en Amérique du Sud et en Amérique centrale.

## Description

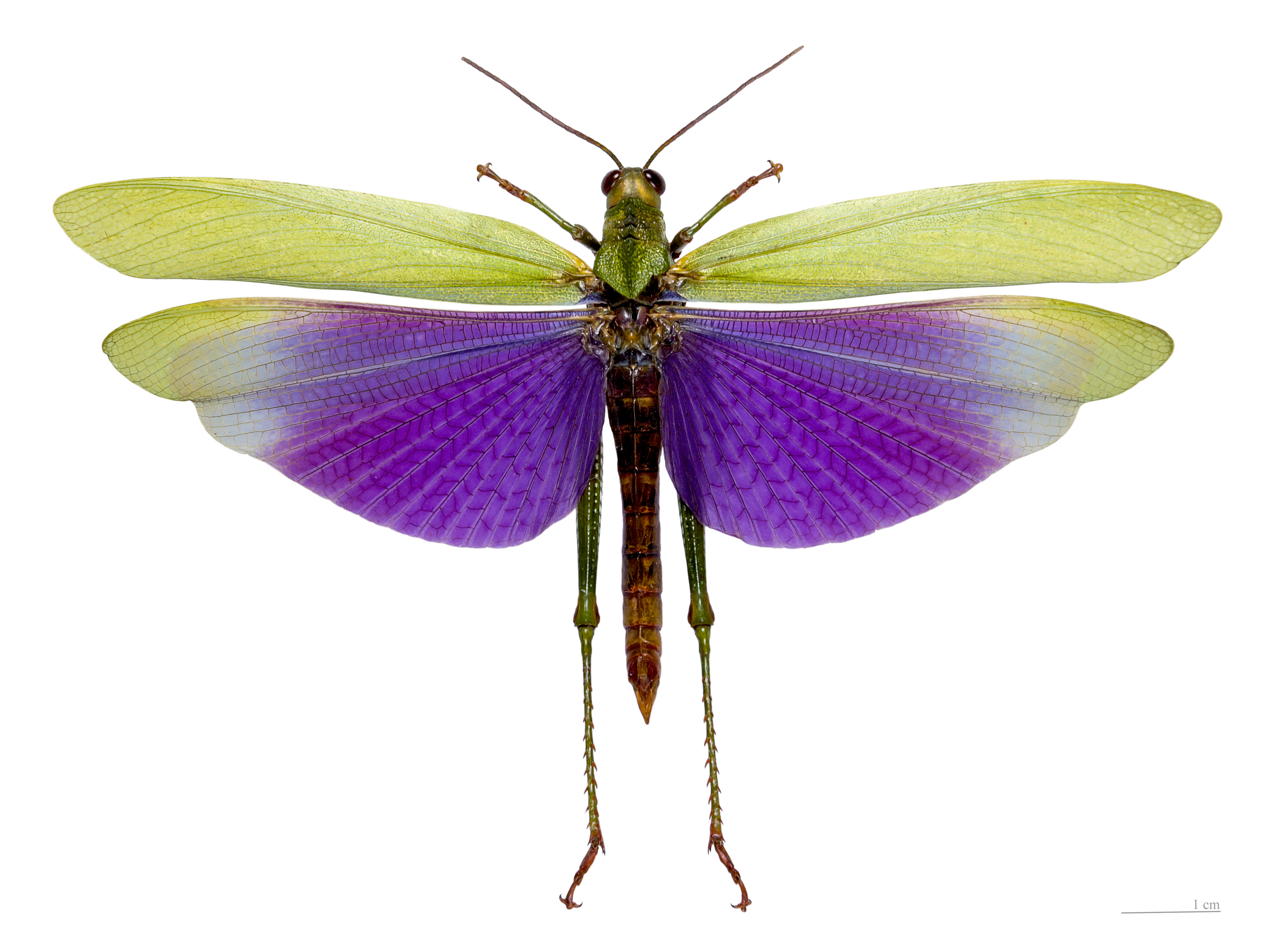
Titanacris albipes ailes déployées

Ce sont des criquets de grande taille, ils diffèrent de ceux du genre voisin Tropidacris par la crête qui partage longitudinalement le pronotun entier alors qu'elle n'existe que sur la moitié antérieure de ce dernier chez Tropidacris.

## Liste des espèces
Selon Orthoptera Species File (21 juillet 2018) :
- Titanacris albipes (De Geer, 1773)
- Titanacris gloriosa (Hebard, 1924)
- Titanacris humboldtii (Scudder, 1869)
- Titanacris olfersii (Burmeister, 1838)
- Titanacris ornatifemur Descamps & Carbonell, 1985
- Titanacris picticrus (Descamps, 1978)
- Titanacris velazquezii (Nieto, 1857)

## Systématique et taxinomie
Ce genre a été décrit par l'entomologiste américain Samuel Hubbard Scudder en 1869. Titanacris albipes  (De Geer, 1773) en est l'espèce type.

## Publication originale
- Scudder, 1869 : A study of the gigantic lobe-crested grasshoppers of South and Central America. Proceedings of the Boston Society of Natural History, vol. 12, p. 345-355.